# Gustavo Sangaré
Gustavo Fabrice Sangaré (ur. 8 listopada 1996 w Bobo-Dioulasso) – burkiński piłkarz grający na pozycji defensywnego pomocnika. Od 2018 jest zawodnikiem klubu US Quevilly.

## Kariera klubowa
Swoją karierę piłkarską Sangaré rozpoczął w klubie Salitas FC, w barwach którego zadebiutował w sezonie 2015/2016. W 2017 roku wyjechał do Francji i został zawodnikiem siódmoligowego AS Frontignan AC. W 2018 roku przeszedł do US Quevilly. 26 lutego 2019 zaliczył w nim debiut w Championnat National w zremisowanym 1:1 wyjazdowym meczu z Entente SSG. W sezonie 2020/2021 wywalczył z nim awans z Championnat National do Ligue 2.

## Kariera reprezentacyjna
W reprezentacji Burkiny Faso Sangaré zadebiutował 12 czerwca 2021 w przegranym 0:1 towarzyskim meczu z Marokiem, rozegranym w Rabacie. W 2022 roku został powołany do kadry na Puchar Narodów Afryki 2021. Wraz z Burkiną Faso zajął 4. miejsce na tym turnieju. Na tym turnieju rozegrał siedem meczów: grupowe z Kamerunem (1:2, strzelił w nim gola), z Republiką Zielonego Przylądka (1:0) i z Etiopią (1:1), w 1/8 finału z Gabonem (1:1, k. 7:6), ćwierćfinale z Tunezją (1:0), półfinale z Senegalem (1:3) i o 3. miejsce z Kamerunem (3:3, k. 3:5).